# Dowód nieefektywny
Dowód nieefektywny – metoda dowodzenia, wykorzystująca aksjomat wyboru. Dowody takie nie podają metody wyznaczenia/konstrukcji danego obiektu, którego istnienie się dowodzi.

## Przykład zastosowania
Dowód nieefektywny stosuje się np. do wykazania, że każda przestrzeń wektorowa ma bazę. Przyjmując aksjomatykę teorii mnogości zawierającą aksjomat wyboru, można udowodnić, że każda przestrzeń (także nieskończeniewielowymiarowa) ma bazę. Przyjmując aksjomatykę bez aksjomatu wyboru, udowodnienie tej tezy jest niemożliwe.